# Sung Ji-hyun
Sung Ji-hyun (n. 29 de juliol de 1991) és una és una esportista sud-coreana que competeix en bàdminton. Ella va competir en els Jocs Asiàtics de 2010 i 2014.